# Aurélio Gomes
Aurélio Gomes (Rio de Janeiro, ) é um cantor e compositor brasileiro.
Um dos fundadores da Escola de Samba Deixa Falar, do bairro Estácio de Sá. Segundo depoimento do compositor Ismael Silva, era um ótimo cantor.
Sua composição mais famosa é "Arrasta a Sandália", com co-autoria de Baiaco, e cantada por Moreira da Silva.